# Náboženství na Kubě
Náboženství na Kubě (2000)
Převládajícím náboženstvím na Kubě je tradičně římský katolicismus, ale v zemi je také značný vliv afrokubánské Santérie vycházející z kultů západoafrického etnika Yoruba.

## Historie

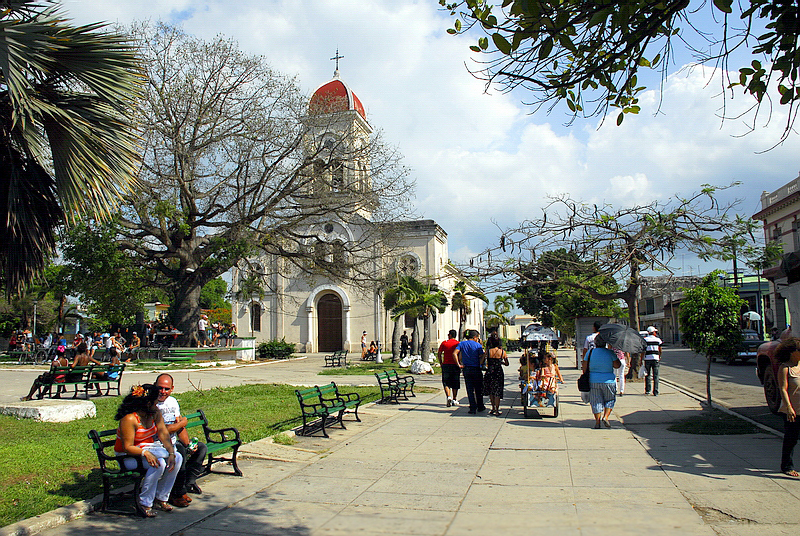
Katolický kostel na Kubě

Po revoluci v roce 1959 Kuba silně omezila náboženský život, přestože papírově nadále uznávala svobodu náboženství. Výsledkem této "svobody" byl odchod 80 % katolických a protestantských kněžích do USA v letech 1959–61. Věřícím byl zakazován vstup do komunistické strany, v roce 1962 se Kuba oficiálně stala ateistickým národem a od roku 1969 byly v zemi zakázány Vánoce. Ty byly obnoveny byly až v roce 1998 po návštěvě papeže Jana Pavla II. Tenze mezi věřícími a státem mírně poklesly po odchodu Fidela Castra od moci. Katolická církev, především kardinál Ortega osobně, hrály v poslední době jistou roli při propouštění politických vězňů do exilu.
V náboženství obyvatel ostrova převládá katolická církev, do roku 2019 vedená kardinálem Ortegou (Jaime Lucas Ortega y Alamino (1936–2019), která udává, že se k ní hlásí přibližně 60 % věřících na ostrově. Významná je i původně africká Santérie, k jejichž praxi se různou měrou obrací až 80 % obyvatelstva (katolicismus a santérie se tedy částečně překrývají). Podle údajů z roku 2010 k tomu protestanti a ostatní křesťané tvořili 5% populace, jiná náboženství a náboženství africká tvořila 11% a bez náboženství bylo 24% populace. Na ostrově je i funkční židovská obec a v čínském městě v Havaně dominují buddhisté. Mezi slaběji zastoupené patří ruské pravoslaví, pro které otevřel pravoslavný kostel v roce 2008 sám Raúl Castro). Jedná se o pozůstatek sovětského bloku, kdy zde žily desetitisíce Rusů.
Katolickou patronkou Kuby je Panna Maria Milosrdná z Cobre na východě ostrova v pohoří Sierra Maestra. Panna Marie z Cobre je v afrokubánských kultech synkretizována v jednu božskou osobu s bohyní Očún (šp: Ochún, angl: Ochun). Kostel v El Cobre je také nejvýznamnějším kubánským poutním místem. Jak napovídá i název, jedná se o lokalitu poblíž historických měděných dolů založených kdysi Španěly.